# مرگ در پاییز
مرگ در پاییز نمایشنامه‌ای است از اکبر رادی در سه پرده: «محاق» (۱۳۴۴) و «مسافران» (۱۳۴۵) و «مرگ در پاییز» (۱۳۴۵). این نمایشنامه دارای فضای محلی و روایت زندگی مردمان گیلک می‌باشد.

## نخستین نمایش
سه‌گانهٔ «محاق»، «مسافران» و «مرگ در پاییز» در تلویزیون ملی ایران
- کارگردان: عباس جوانمرد
- بازیگران: محمود دولت‌آبادی، مهین مهرک، نصرت پرتوی، عنایت‌الله بخشی، بهمن مفید، حسین کسبیان، جمشید لایق، سعید اویسی، منصور جعفری
- تاریخ پخش: ۱۳۴۶ در سه هفتهٔ پیاپی

## خلاصه داستان
پردهٔ اول؛ محاق (١٣۴۴)
کومه‌ای است در نفوت. کاس‌آقا برای فرار از سربازی به رودبار رفته. گل‌خانم که دلتنگِ رفتنِ پسرش است به ملوک، دخترش، می‌گوید که رفتنِ کاس، مشدی را از پا انداخته. مشدی، اسبی را از نقره خریده است. ملوک که به قهر از خانهٔ شوهرش میرزاجان به آنجا آمده، مشدی و گل‌خانم را سرزنش می‌کند. چون او دخترِ نقره را مسبب بدبختی‌های خود می‌داند و معتقد است نقره، خود، دلال رابطهٔ دخترش با میرزاجان بوده است. مشدی با حالتی پریشان به خانه می‌آید. اسب در راه غش کرده و چشمان اسب که مشدی را به یادِ چشمان کاس‌آقا می‌انداخته، حالِ مشدی را دیگرگون کرده است. او که باورش نمی‌شود نقره به او کلک زده باشد؛ با دیدن ملوک، خشمش بیشتر می‌شود و در برابر اعتراضات ملوک که به پدر می‌گوید او را به اسبی فروخته، ملوک را مجبور می‌کند به خانه‌اش برگردد.
پردهٔ دوم؛ مسافران (١٣۴۵)
قهوه‌خانه‌ای در واقعه‌دشت است. ادامهٔ شب در تک‌پردهٔ قبل. میرزاجان و شقی، تخته‌نرد بازی می‌کنند. شقی می‌بازد و میرزاجان را مورد عتاب قرار می‌دهد که چند وقتی است با نقره صمیمی شده و پول‌های او را زیرِ پای دختر بدنامِ نقره می‌ریزد. نقره وارد می‌شود با تیپّ کاملاً مجهّز شهری. شقی و نقره درگیر می‌شوند و شقی، دلال‌صفتیی او را به رخ می‌کشد. اما اِبی قهوه خانه چی مانع از درگیری بیشترِ آن‌ها می‌شود. مشدی یخ زده و با کوله‌پشتیی بزرگی بر دوش وارد می‌شود. اسب، مُرده. نقره معیوب‌بودن اسب را به گردن نمی‌گیرد. مشدی که قصدِ رفتن به رودبار نزدِ کاس‌آقا را دارد، حالت غریبی پیدا کرده است. برف، سنگین شده و راه‌ها بسته. میرزاجان و اِبی هرچه تلاش می‌کنند تا مشدی را از رفتن بازدارند، موفق نمی‌شوند. مشدی می‌رود و میرزاجان تقاضای نقره را برای رفتن به خانه‌اش رد می‌کند.
پردهٔ سوم؛ مرگ در پاییز (١٣۴۵)
انتهای شب است و ادامه‌ی پرده‌ی قبل در کومه‌ی مشدی. مشدی را بی‌جان و یخ زده کنار پل پیدا کرده‌اند که از رفتن بازمانده است. او را به خانه آورده‌اند. میرزاجان، اِبی را به دنبال دکتری فرستاده که گرچه طبیب حیوانات است اما به اعتقاد میرزاجان در این وقتِ شب، غنیمتی است. طبیب می‌آید اما عاجز از درمانِ مشدی، می‌رود. میرزاجان که راننده‌ی کامیون است به‌خاطر باکک خالی، نمی‌تواند مشدی را به درمانگاه صومعه سرا برساند. پس، از اِبی می‌خواهد دوچرخه‌اش را در اختیار آن‌ها قرار دهد. ابی نمی‌پذیرد. آن‌ها مستأصل از درمانِ مشدی، او را به ایوان می‌آورند. مشدی که خواسته رو به باغ و نگاهش به درخت بِه، یادِ کاس‌آقا بیفتد؛ با اندوه، از زمین و اسب و کاس‌آقا یاد می‌کند و در سپیده‌ی صبح می‌میرد.

## متن
پردهٔ «محاق» نوشته و منتشرشده به سال ۱۳۴۴ در مجلّهٔ پیام نوین و پرده‌های «مسافران» و «مرگ در پاییز» نوشته و منتشرشده به سال ۱۳۴۵ در همین مجلّه است. نمایشنامه نخستین بار به‌طور کامل در قالب یک کتاب در سال ۱۳۴۹ توسّط انتشارات رز چاپ شد. نویسنده نمایشنامه را در بهار ۱۳۵۶ بازنوشت.